# 비투이현
비투이현(베트남어: Huyện Vị Thủy / 縣渭水)은 베트남 메콩강 삼각주 허우장성의 현이다.

## 행정 구역
비투이현은 1시진, 9사를 관할하고 있다.

### 시진
- 낭마우 시진 (Thị trấn Nàng Mau, 娘毛市鎭)

### 사
- 비빈 사 (Xã Vị Bình, 渭平社)
- 비동 사 (Xã Vị Đông, 渭東社)
- 비탕 사 (Xã Vị Thắng, 渭勝社)
- 비타인 사 (Xã Vị Thanh, 渭淸社)
- 비투이 사 (Xã Vị Thủy, 渭水社)
- 비쭝 사 (Xã Vị Trung, 渭中社)
- 빈투언떠이 사 (Xã Vĩnh Thuận Tây, 永順西社)
- 빈쭝 사 (Xã Vĩnh Trung, 永順中社)
- 빈뜨엉 사 (Xã Vĩnh Tường, 永祥社)